# Seznam slovenskih državnih obiskov
Seznam slovenskih državnih obiskov združuje sezname bilateralnih in multilateralnih srečanj predsednikov in ministrov Republike Slovenije. 

## Predsedniki republike
- Seznam državniških obiskov Milana Kučana
- Seznam državniških obiskov Janeza Drnovška
- Seznam državniških obiskov Danila Türka
- Seznam državniških obiskov Boruta Pahorja
- Seznam državniških obiskov Nataše Pirc Musar

## Predsedniki vlade
- Seznam obiskov predsednika vlade Mira Cerarja
- Seznam obiskov predsednika vlade Marjana Šarca
- Seznam obiskov predsednika vlade Janeza Janše (III. mandat)
- Seznam obiskov predsednika vlade Roberta Goloba

## Ministri

#### Ministri za zunanje zadeve
- Seznam obiskov ministra za zunanje zadeve Mira Cerarja
- Seznam obiskov ministra za zunanje zadeve Anžeta Logarja
- Seznam obiskov ministrice za zunanje zadeve Tanje Fajon

## Ostalo
- Seznam slovenskih obiskov v Beli hiši
- Seznam obiskov ameriških predsednikov v Republiki Sloveniji